# باله‌پنجگان
باله‌پنجگان یا کشیم‌های آفتاب‌دوست یا پاروپایان یا باله‌پایان (نام علمی: Heliornithidae) نام یک تیره از راسته کلنگ‌سانان است.

## نگارخانه

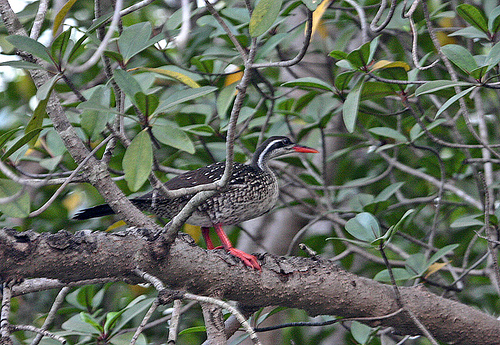
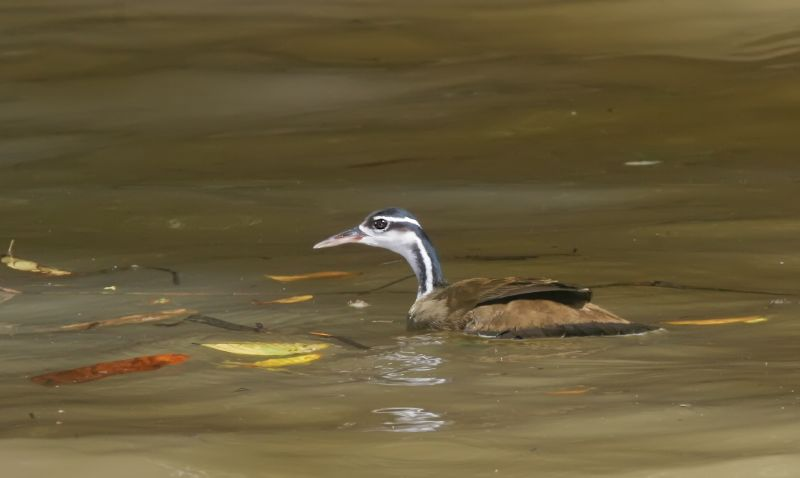
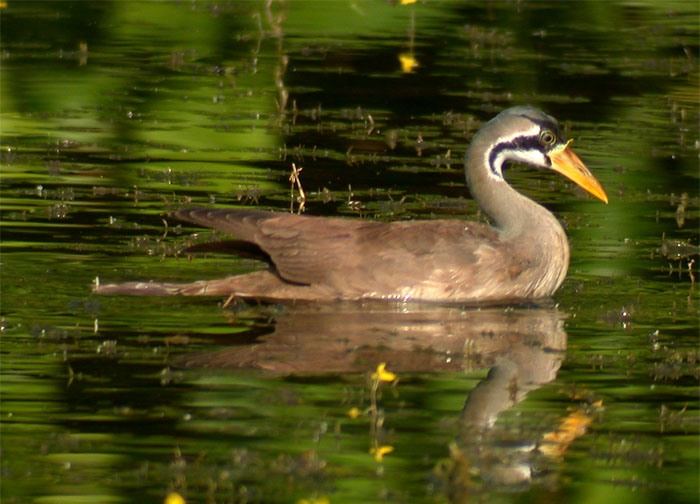